# Погонич біловолий
Погонич біловолий (Laterallus leucopyrrhus) — вид журавлеподібних птахів родини пастушкових (Rallidae). Мешкає в Південній Америці.

## Опис

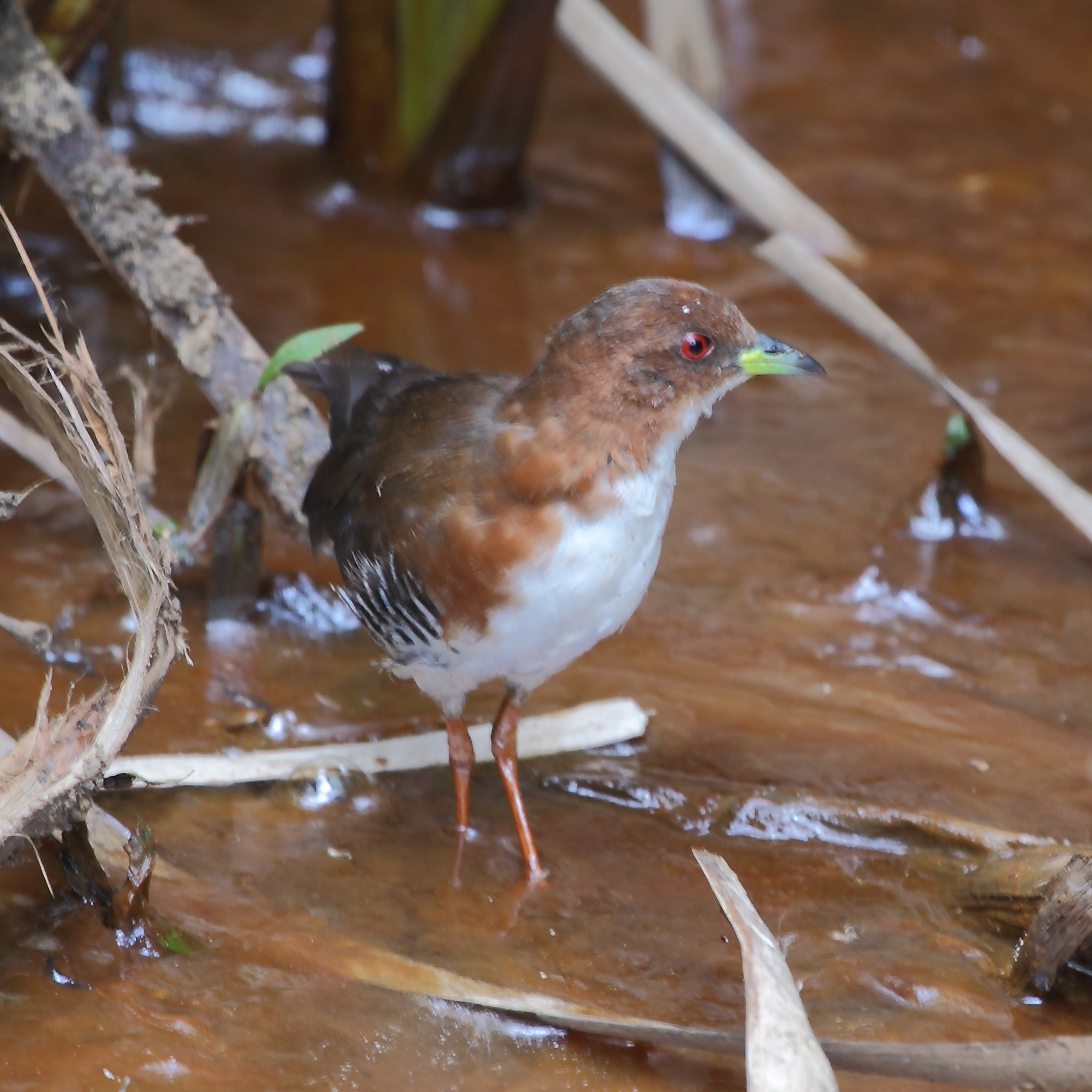
Біловолий погонич

Довжина птаха становить 14-16 см, вага 34-52 г. Голова, шия і груди з боків руді, верхня частина тіла темна, рудувато-оливково-бура. Нижня частина тіла біла, боки смугасті, чорно-білі, гузка біла. Очі і лапи червоні, дзьоб чорний, знизу жовтий.

## Поширення і екологія
Біловолі погоничі мешкають на південному сході Бразилії (Ріу-Гранді-ду-Сул, також на узбережжі на південь від Мінас-Жерайса і Еспіріту-Санту), на сході Парагваю, в Уругваї і північно-східній Аргентині. Вони живуть на болотах, на висоті до 900 м над рівнем моря. Живляться безхребетними (комахами, равликами) і водними рослинами.